# 莱昂纳多·德德乌斯
莱昂纳多·戈麦斯·德德乌斯（葡萄牙語：Leonardo Gomes de Deus，1991年1月18日—），巴西男子游泳运动员，2018年世界短池游泳锦标赛男子4×200米自由泳接力金牌得主、2019年世界军人运动会男子200米蝶泳、男子4×100米自由泳接力金牌得主和男子4×200米自由泳接力银牌得主。